# Безсмертний Володимир Адріанович
Володи́мир Андріа́нович Безсме́ртний (21 грудня 1861  (2 січня 1862) , Київ  — 6 серпня 1940 , Київ ) — український архітектор, художник, цивільний інженер, педагог, член спілки архітекторів СРСР (з 1935 року), головний архітектор Києва в 1922–1931 роках, автор праць з питань містобудування. Старший брат педагога Євгена Безсмертного.

## Біографія
Народився 21 грудня 1861 (2 січня 1862) в Києві в родині чиновника. Його батько — Адріан Васильович, служив у канцелярії київського губернатора, в Казенній палаті та акцизному відомстві, а дід — Василь Безсмертний, відомий як майстер золотих та срібних справ, був головою ремісничих цехів міської управи.
Середню освіту отримав у Віленському реальному училищі, яке закінчив у 1880 році. Цього ж року поступив до Санкт-Петербурзького інституту цивільних інженерів. Закінчив навчання у 1885 році по 1-му розряду і рік відбував військову повинність.
У 1886 відряджений в Україну, де був призначений на посаду молодшого інженера при Волинському губернському будівельному відділі. Пройшов послідовно всі нижчі технічні посади, у 1890 був помічником і заступником завідувача відділом, а у 1893–1919 вже обіймав посаду завідувача Київським губернським будівельними відділом. 12 років був головою київського відділення Товариства цивільних інженерів від виникнення і до закриття. Був одним із засновників Київської школи десятників з дорожньої й будівельної справи, входив до піклувальної ради.
В 1919–1921 викладав у Одеському будівельному технікумі, в 1922 в Київському політехнічному інституті, очолював секцію Київського губкомунвідділу, в 1925 був технічним інспектором та київським міським інженером в 1926.
В 1922–1931 виконував обов'язки головного архітектора Києва.
Був членом громадського активу художньо-промислового і наукового музею (тепер Національний художній музей України).
В Києві жив у будинку № 40/1 по вулиці Січових Стрільців, квартира 3, на другому поверсі та понад 40 років — у будинку № 28 на вулиці Ярославів Вал.

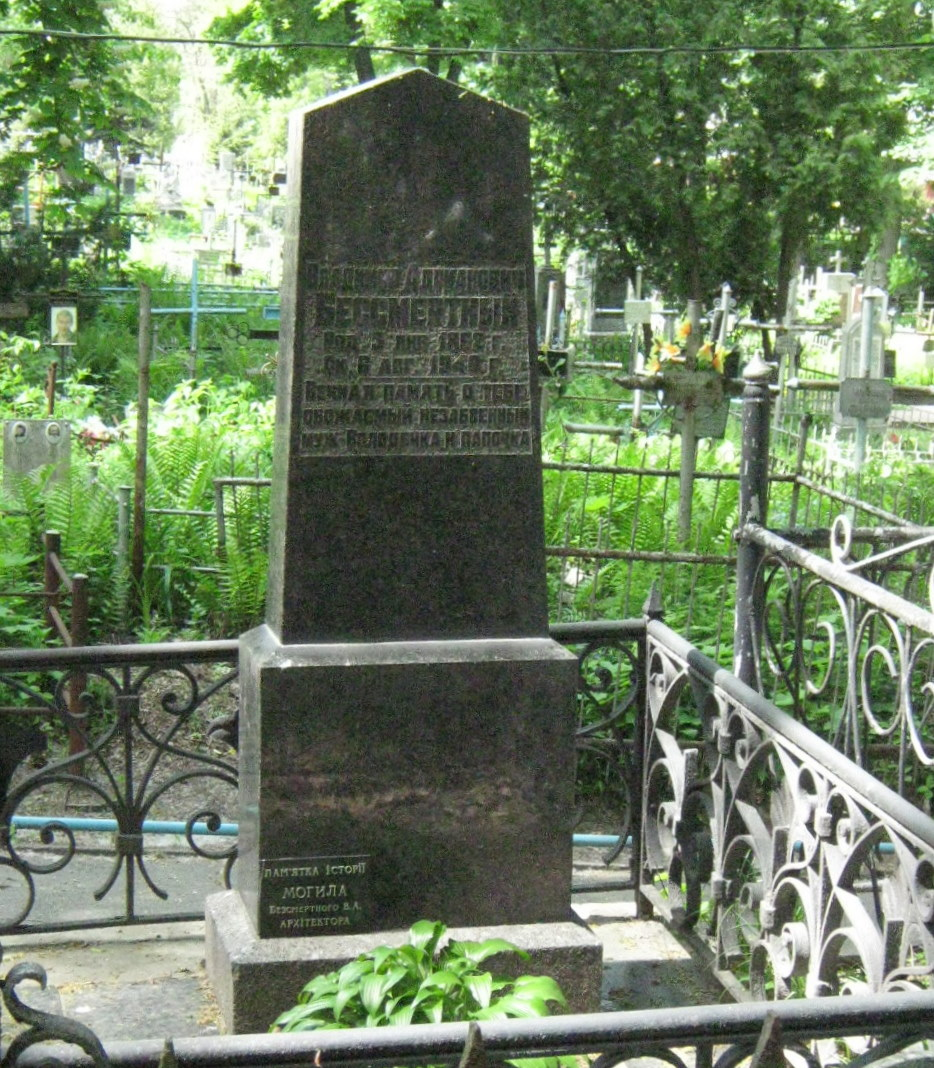
Могила Володимира Безсмертного

Помер 6 серпня 1940. Похований в Києві на Лук'янівському кладовищі (ділянка № 13-1, ряд 1, місце 8). Надгробок — стела з лабрадориту.

## Архітектурна діяльність
За період служби на Волині Володимиром Безсмертним були зведені різні споруди: мости через річки Горинь і Стир, храм у селі Ємільчиному, сільські лікарні, школи, будівля Житомирського окружного суду (1893), відремонтована Житомирська чоловіча гімназія тощо.

### Авторські роботи в Київській губернії
- винні ректифікаційні склади в Умані, Звенигородці, Таращі, Бердичеві, Степанцевому;
- сільські лікарні;
- арештантські роти в Бердичеві, Василькові, Радомишлі, Липовцях.

### Авторські роботи в Києві

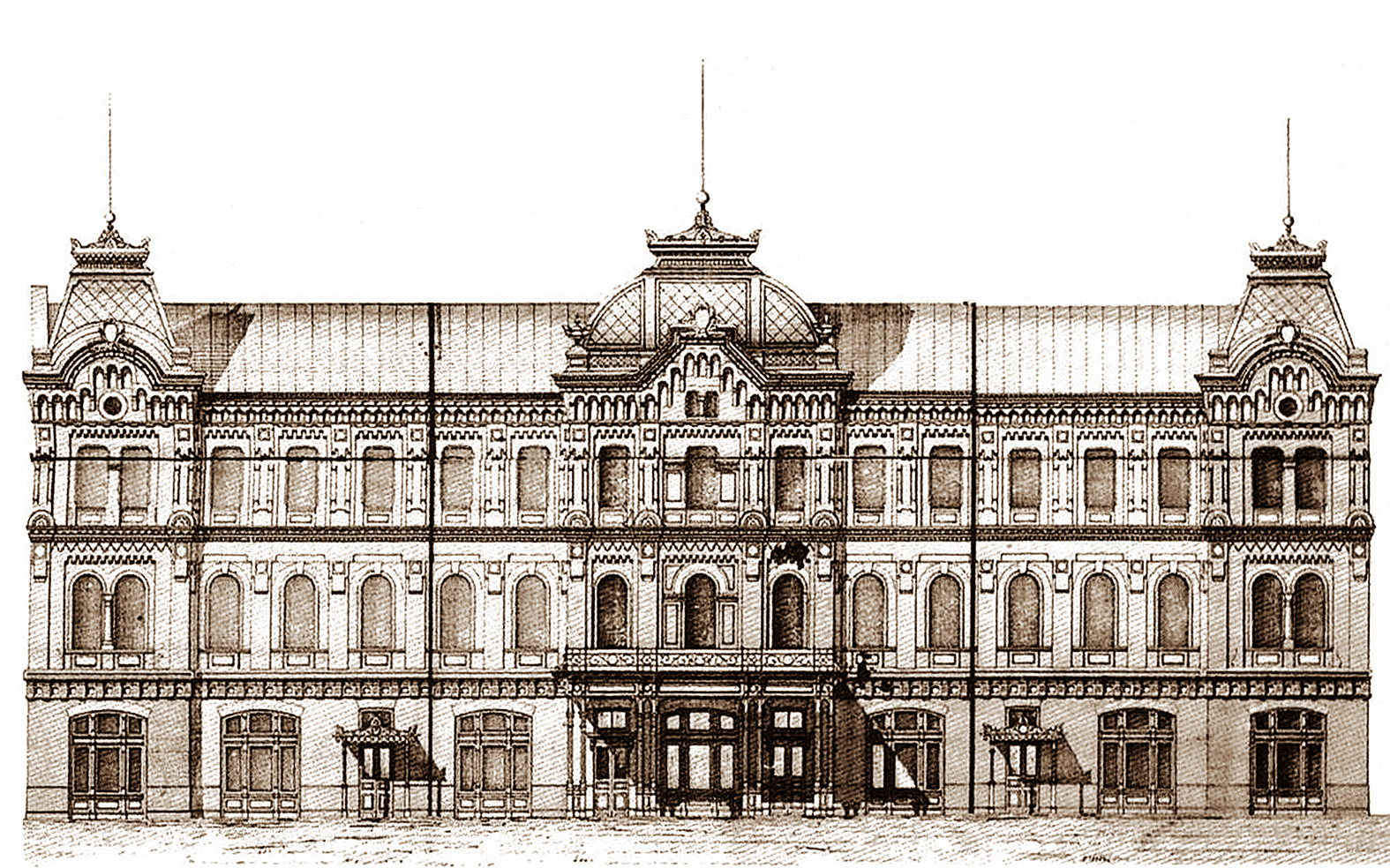
Проєкт прибуткового будинку на Сагайдачного, 10/5 (1899)

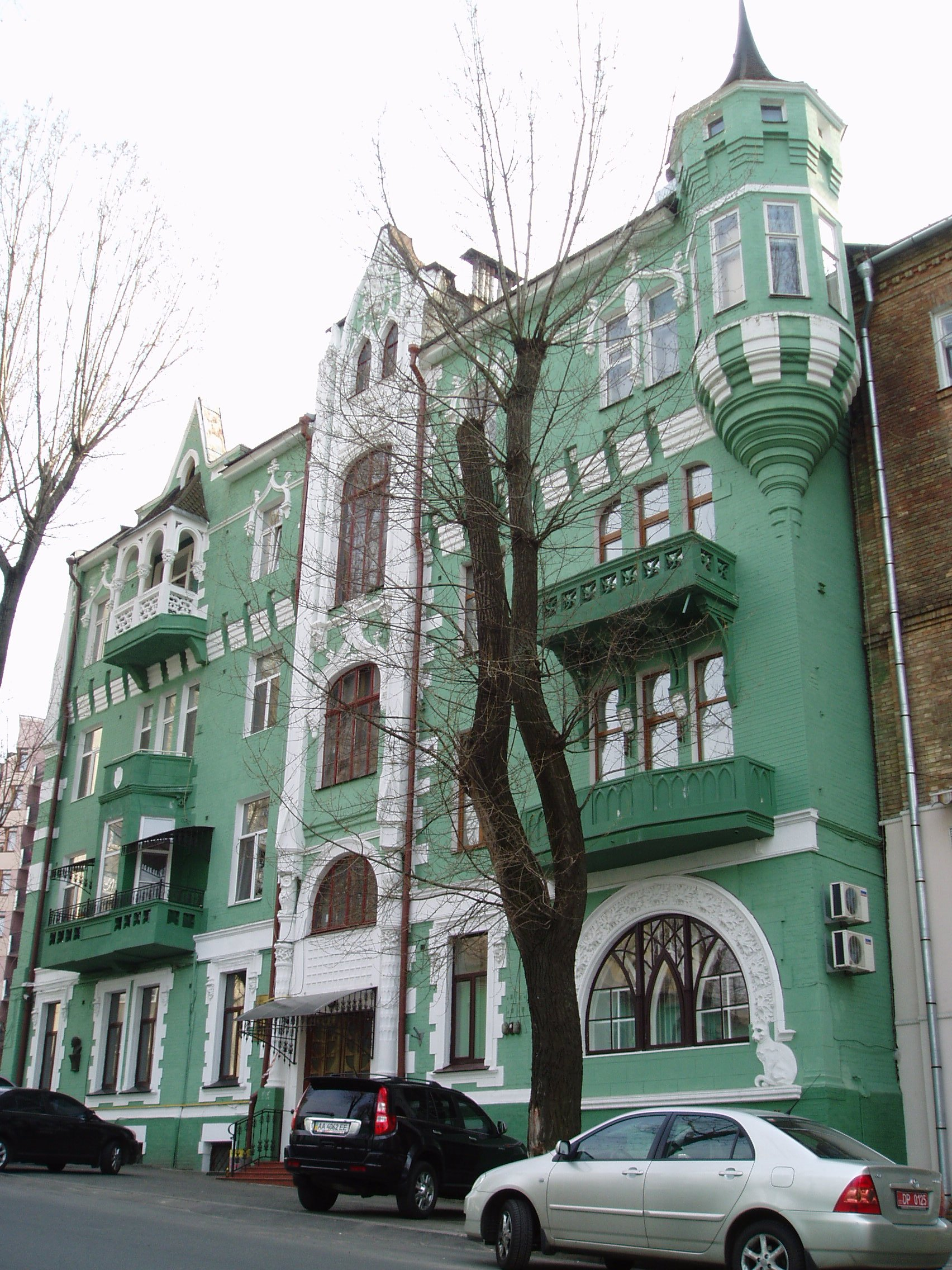
«Будинок з котами»

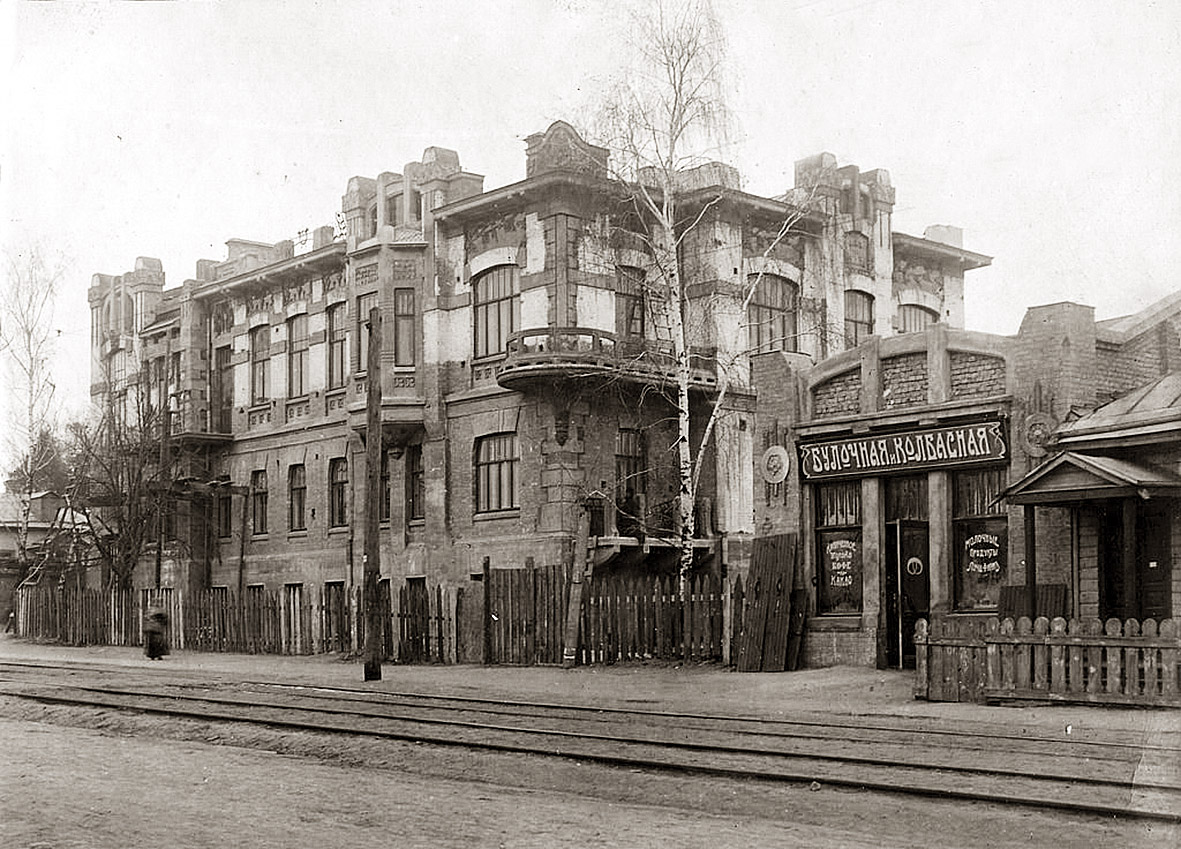
«Будинок з ірисами»

- прибуткові будинки на Гоголівській вулиці, № 17 Красовського та № 23 Ягимовського «Будинок з котами» (1909) ;
- «Будинок з ірисами», особняк-будинок для голови Київського суду Грабара на вулиці Юрія Іллєнка, 8 (1910—1911);
- прибутковий будинок Людмили Максимової на вулиці Петра Сагайдачного, 10/5 (1899, колишня адреса — Олександрівська вулиця, 34);
- будинок Давида Марголіна на вулиці Петра Сагайдачного, 12 (1899, колишня адреса — Олександрівська вулиця, 36);
- прибутковий будинок потомственної почесної громадянки Є. Томіліної на вулиці Січових Стрільців, 42;
- житловий будинок на вулиці Січових Стрільців, 40/1 і в Бехтеревському провулку (прибутковий будинок О. Андре, 1913);
- будинок на розі вулиць Січових Стрільців і Кудрявської;
- будинок Пушиної по Дорогожицькій вулиці, 8;
- будинок Київського товариства взаємного кредиту на Хрещатику, 16;
- маслобійний завод братів Лур'є на Подолі;
- будинок головних майстерень при Київському арештантському відділенні на бульварі Тараса Шевченка, 27;
- казенний винний ректифікаційний склад № 1 на 600 000 відер (площею 1,7 га), що складався з головного корпусу на вісім розливних столів, очисного відділення, спиртосховища, кочегарки, спиртоприймального відділення, огорожі (1896). Склад був закритий в 1914 році, з 1931 року — лікеро-горілочний завод, Кудрявська вулиця, 16;
- залізний віадук над Петрівською вулицею (1896–1897);
- хірургічний та гінекологічний корпус Кирилівської лікарні на 180 ліжок (1897);
- барак Червоного Хреста Київського благодійного товариства;
- школа-притулок для глухонімих хлопчиків Київського відділу піклування про глухонімих (1902) коштом цукрозаводчика Ніколи Терещенка на Макарівській вулиці, 3 (тепер Академіка Ромоданова);
- будинок казенної палати і казначейства на Львівській площі (проект Олександра Кобелєва, 1913–1914);
- дерев'яна шатрова каплиця на цегляному цоколі, куди вміщували потоплених Товариства рятування на водах;
- перебудова генерал-губернаторського будинку;
- надбудова четвертого поверху будинку № 15 на Володимирській вулиці, колишніх губернських Присутственних місць (1908–1909);
- гараж для поштових автомобілів;
- центральна силова станція міського електричного трамваю на Олександрівській вулиці (1902–1904);
- елеватор на млині Бродського на Подолі (1907);
- центральна електроосвітлювальна станція біля підніжжя Володимирського узвозу (1897);
- будинок комунального банку;
- будинок колишніх друкарень Держполітвидаву на вулиці Воровського (тепер Бульварно-Кудрявська);
- павільйон на Всеросійській сільськогосподарській та промисловій виставці в Києві (1897);
- укріплення схилів та створення естакади фунікулера.

Крім того, як консультант та член будівельної комісії, брав участь в будівництвах:
- Володимирського собору;
- Київського політехнічного інституту;
- хімічної лабораторії Університету святого Володимира;
- державного банку;
- селянського банку;
- поштамту;
- технічного товариства;
- Товариства швидкої медичної допомоги;
- по спорудженню і розширенню київської каналізації та артезіанського водозабезпечення в Києві та багатьох інших об'єктів.